# RVSV-ZEBOV 백신
재조합형 소낭성 구내염 바이러스-자이르 에볼라 바이러스(rVSV-ZEBOV) 통칭 에볼라 바이러스 생백신은 자이르에볼라바이러스로 발병하는 에볼라 출혈열을 예방할 수 있는 백신이다. 포위접종을 통해 rVSV-ZEBOV를 접종할 경우 높은 수준으로 에볼라 예방이 가능하다. 백신을 접종받은 사람들의 절반은 두통, 피로, 근육통을 포함한 경미하거나 중간 정도의 부작용을 일으키는 것이 보고되어 있다.
rVSV-ZEBOV는 재조합된 복제 가능형 백신이다. 외형은 인디애나 수포성바이러스(VSV)로 에볼라바이러스에 대한 중화 면역 반응을 일으키기 위해 자이르 에볼라바이러스의 당단백질을 발현하도록 유전자 조작이 가해졌다.
rVSV-ZEBOV는 2019년 유럽연합과 미국에서 의료 승인을 허가받았다. 이 백신은 캐나다 위니펙에 있는 캐나다 보건국(PHAC) 산하 국립미생물연구소(NML)에서 연구되었다. 캐나다 보건국은 소규모 회사인 뉴링크 제네틱스(NewLink Genetics)에게 약물 개발권을 부여하였고 2014년 뉴링크는 MSD에 라이선스를 넘겼다. 이 백신은 2018년 에카퇴르주 에볼라 유행 당시 콩고 민주 공화국에서 처음으로 사용하였으며, 키부 에볼라 유행 시기부터 본격적으로 사용되어 9만명 이상의 사람들이 접종받았다.

## 의료적 사용
2016년 3월 가나에서 에볼라가 유행하기 시작하자 임시적으로 약 800명이 VSV-ZEBOV 예방접종을 받았다. 2017년 콩고 민주 공화국에서 에볼라가 유행하자 콩고 보건부는 백신의 긴급 사용을 허가했으나 즉시 배포되지는 않았다.
2019년 4월 콩고 민주 공화국에서 에볼라 바이러스가 유행하자 세계 보건 기구는 예비조사연구에서 포위접종을 할 시 rVSV-ZEBOV-GP 백신은 접종을 하지 않은 것과 비교하여 에볼라 전염을 막는 데 대략 97.5%의 효과를 보였다고 발표했다.

## 부작용
전신 부작용에는 두통, 열, 피로, 관절통 및 근육통, 메스꺼움, 관절염, 발진, 비정상적인 발한 등이 있다. 이 외에 주사한 부위에 통증, 붓기, 피부 발적(redness) 등이 나타날 수 있다.

## 생화학
rVSV-ZEBOV는 약화한 재조합 인디애나 수포성바이러스 생백신으로 천연 외피 당단백질(P03522)을 1995년 콩고 민주 공화국 키퀴트에서 채취한 자이르 에볼라바이러스의 유전자(P87666)로 대치한 형태이다. 1상 시험용 백신은 IDT Biologika가 제조하였다. 3상 시험용 백신은 MSD가 베로 세포를 이용해 제조하였다.

## 같이 보기
- cAd3-ZEBOV
- ZMapp
- 에볼라 백신
- 에볼라 유행 목록

## 참고 문헌
- “Scientists hail '100% effective' Ebola vaccine”. 《National Health Service》. England. 2015년 8월 3일. 2019년 11월 15일에 원본 문서에서 보존된 문서. 2020년 4월 1일에 확인함.
- Marzi A, Robertson SJ, Haddock E,  외. (2015년 8월 14일). “VSV-EBOV rapidly protects macaques against infection with the 2014/15 Ebola virus outbreak strain”. 《Science》 349 (6249): 739–42. doi:10.1126/science.aab3920. ISSN 0036-8075. PMID 26249231.